# Atari Flashback

L'Atari Flashback est une série de consoles dédiées commercialisés par Atari, Inc., société créée en 1999, à la suite du rachat de la marque commerciale par la société française, Infogrames Entertainment, de 2004 à 2011. Depuis 2011, les console de jeux vidéo sont, depuis la version 3, sortie en 2011, produites et commercialisés par AtGames sous licence Atari SA. Dans ces versions Plug and Play des classiques Atari 2600 et Atari 7800, les jeux sont directement intégrés en mémoire morte (ROM) de la console, plutôt que d'utiliser le système de cartouches ROM classiques. Des hacks sur les versions 1 et 2 permettent d'utiliser des cartouches l'ensemble de la console étant intégré dans un chip, tandis qu'à partir de la version 3, le système est émulé sur un processeur d'architecture ARM.
Les consoles sont livrées avec des manettes de jeu. Les consoles se connectent à une télévision par le biais de la norme vidéo composite et de prise RCA audio mono, et sont alimentées par un adaptateur secteur inclus,.

## Atari Flashback

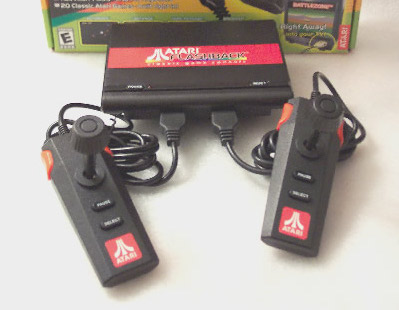
Atari Flashback.

L'Atari Flashback est une console dédiée commercialisée par Atari Inc. le 30 novembre 2004, qui inclut 20 jeux issus des ludothèques Atari 2600 et Atari 7800. Si Jakks Pacific a déjà commercialisé des jeux Atari intégrés dans différentes manettes de jeu Plug and Play, la Flashback marque de retour de la firme Atari à la création de console de jeux vidéo, la dernière expérience en la matière étant la débâcle Atari Jaguar.
La Flashback est conçue par Curt Vendel, et développée par l'entreprise Legacy Engineering Group (fondé par Vendel, qui devient rapidement Syzygy Co.). La console est indirectement née de l'activité underground amateur de passionnés de jeux Atari. Vendel fait partie de cette scène, il a notamment coécrit le livre consacré à l'histoire d'Atari Atari Inc: Business is Fun, avec Marty Goldberg. Il a également fondé le site web Atari History Museum, consacré à la préservation du matériel d'Atari. Cependant, la Flashback n'est techniquement pas basée sur l'architecture des consoles Atari qu'elle imite, mais intègre un système NES on a chip, c'est donc en réalité un clone de la console Nintendo Entertainment System.
Atari SA contacte Legacy Engineering Group en mai 2004, qui présente après deux semaines un planning composé de quatre premiers mois de développement et six mois de production. Cependant, cette option empêche Atari de commercialiser la Flashback pour Noël de cette année-là. Legacy Engineering Group propose alors une alternative et réalise donc en dix semaines le développement d'un système sur une puce, le portage des jeux et la réalisation du menu nécessaire à la navigation entre-eux. L'entreprise s'oriente alors sur une conception plus simple et plus rapide, permettant à Atari SA de commercialiser la console avant Noël 2004.
Le système reprend le design de la console Atari 7800, mais est près de deux fois plus petit. Les deux manettes fournies, elles aussi de taille réduite, reprennent le design de celles de l'Atari 7800 créée avant la standardisation apparue avec la croix directionnelle inventée par Nintendo, et comportent le joystick et les deux boutons d'origine. Les manettes comportent deux nouveaux boutons (select et pause) et un problème de conception de la manette originale provoquant la casse fréquente du mécanisme intérieur du bouton a été résolu. Les manettes utilisent la même connexion, mais ne sont pas rétro-compatibles avec la console originale. La console ne comporte pas de slot cartouche, ce qui réduit son usage. La Flashback est uniquement commercialisée aux États-Unis au prix de 44,99 dollars.
Le jeu Saboteur est un prototype réalisé par Howard Scott Warshaw pour l'Atari 2600, non-commercialisé à l'époque,,.
IGN, qui teste le jeu mi-décembre 2004, juge cette commercialisation comme la reconnaissance de son passé par Atari SA. Cependant, le site est déçu par le contenu proposé, notamment en comparaison avec qualité du travail précédemment effectué par Jakks Pacific sur les titres Atari (Jakks TV Games: Atari Paddle et Jakks: Atari Classics 10 in 1 TV Games). La console est très critiquée par la communauté liée à Atari, en particulier par les puristes, déçus de retrouver une puce NES plutôt que le matériel original. Outre ces critiques sur l'aspect techniques, IGN relève des portages très médiocres effectués à la va-vite, bien en deçà du niveau de programmation des jeux originaux, comportant tous de nombreux bugs. Toutefois, les bonnes ventes de la console permettent à Atari SA de demander dès 2004 à Syzygy Co. de produire une seconde version, la Flashback 2.
| Atari 2600, | Adventure, Air-Sea Battle, Battlezone, Breakout, Canyon Bomber, Crystal Castles, Gravitar, Haunted House, Millipede, Sky Diver (en), Saboteur, Solaris (en), Sprintmaster, Warlords, Yars' Revenge |
| Atari 7800, | Asteroids, Centipede, Desert Falcon, Food Fight (en), Planet Smashers |

## Atari Flashback2

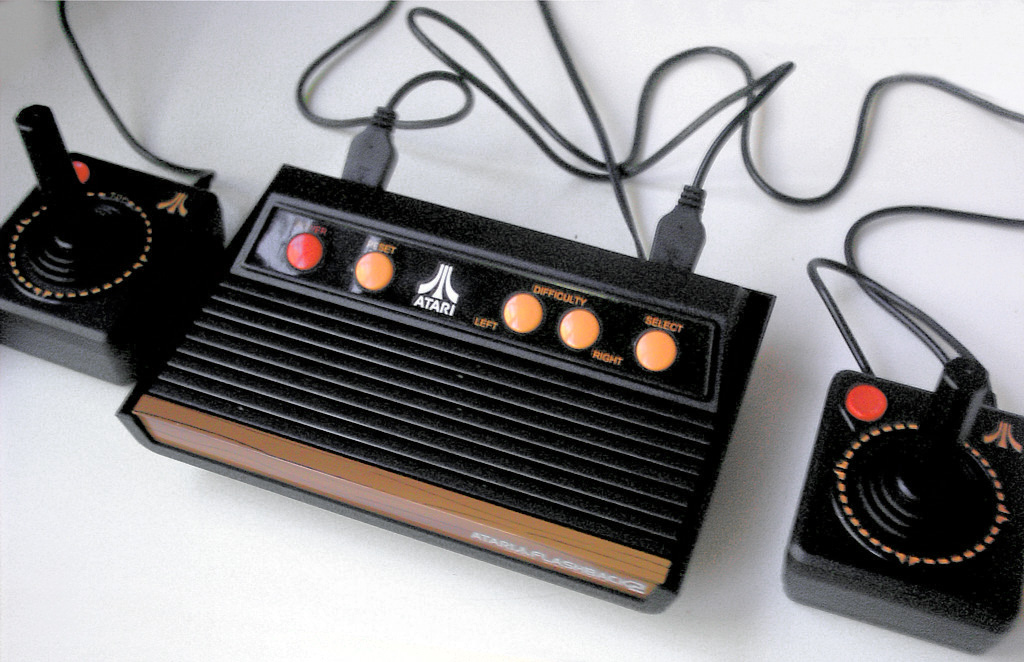
Atari Flashback 2

L'Atari Flashback 2 ou (Atari Flashback 2.0) est une console dédiée commercialisée par Atari Inc. le 1er novembre 2005, qui inclut 40 jeux issus de la ludothèque de l'Atari 2600, plus deux jeux cachés,,. Elle est conçue par Curt Vendel, et développée par l'entreprise Syzygy Co. (anciennement Legacy Engineering Group, fondé par Vendel),.
En décembre 2004, une rencontre a lieu entre Atari et les développeurs pour fixer les contraintes techniques de la nouvelle version. L'Atari Flashback 2 reprend le design de l'Atari 2600, dans une taille deux fois plus réduite,, ainsi que son architecture et intègre les mêmes processeurs. Le design est basé sur l'édition de 1978 et de 1980 de la console. Le système réplique donc le Television Interface Adaptor (en) dans une puce unique 2600 on a chip et intègre un circuit imprimé reliant la ROM stockant les jeux vidéo. Les jeux sont donc intégrés dans la console, elle ne comporte donc pas de slot. Vendel s'appuie sur l'Atari History Museum qu'il a fondé afin de disposer du matériel et des plans originaux. Le musée possède à ce moment-là plus de matériel Atari que l'entreprise homonyme, ce qui permet d'obtenir les schémas électroniques de Stella, le prototype de l'Atari 2600. Vendel explique que l'architecture complète de l'Atari 2600 a été recréée dans la puce unique de la Flashback 2. Vendel rapporte que durant le développement, l'équipe est un peu pressée par le temps, et n'obtient l'autorisation pour programmer les jeux qu'à partir d'avril et doit les livrer en production en juin. Un délai supplémentaire aurait permis d'améliorer les portages de certains jeux. Malgré tout, l'entreprise dispose d'une période de développement plus longue que celle-là Flashback,. Un port USB et un slot pour cartouche multi-jeux sont proposées, mais ne sont pas intégrés. La norme VGA est développée sur le système pour transmettre la vidéo, mais la fonctionnalité n'a pas été implémentée.
Vendel intègre également les conseils et demande de la communauté liée à Atari,. La console ne comporte pas de slot, mais elle est cependant conçue de telle sorte qu'elle puisse être hackée pour en intégrer un. Elle peut également être reliée à un PC et son système on a chip offre la possibilité de l'implémenter dans une console portable,,. Ces techniques sont très bien documentées et fournies au public par les créateurs de la console.
Les interrupteurs en façade sont remplacés par cinq boutons poussoirs. En plus des connecteurs situés sur l'arrière de la console pour les manettes, pour la vidéo et l'alimentation secteur, la Flashback 2 possède un interrupteur qui offre la possibilité de permuter l'affichage en couleur vers un affichage en monochrome noir et blanc. Les manettes de jeu, identiques à celles de la console originale, sont rétro-compatibles avec celle-ci et inversement. La trackball et les paddles de l'Atari 2600 peuvent également être utilisés avec la Flashback 2,. Elles ont été complètement recréées avec des technologies modernes.
Afin de réaliser la ludothèque, les créateurs ont décidé de piocher dans liste de jeux de l'Atari 2600, d'intégrer certains classiques du jeu vidéo n'étant pas arrivés sur la plate-forme, mais aussi choisir les jeux les plus populaires et de créer des suites inédites par l'intermédiaire de la communauté Atari. Syzygy Co. réalise une liste des homebrews les plus intéressants avec leur description, qui est présentée à la direction d'Atari lors de deux rencontres. Les créateurs des jeux retenus sont par la suite contactés, au sujet de ces inclusions dans la Flashback 2. La ludothèque est uniquement sciemment issue de celle de l'Atari 2600, car le processeur est strictement identique à celui de la console d'origine et pas celle de la 7800.
La ludothèque ne comporte pas seulement des jeux créés par des développeurs first-party, mais également des jeux sous licence Activision comme Pitfall et River Raid. Deux easter eggs sont présents, et permettent d'accéder à deux jeux cachés, accessibles dans le menu grâce à une manipulation du joystick. Vingt jeux sont issus de la ludothèque Atari 2600 et les 20 autres sont, pour certains des prototypes très rares développés à l'époque pour l'Atari 2600 et d'autres des homebrews réalisés par la scène underground amateur Atari. Sept prototypes et sept jeux originaux sont inclus, information à vérifier. Quatre homebrews réalisés par des membres de la communauté Atari sont intégrés, information à vérifier. Frog Pond, Combat 2, Save Mary, Yars' Return, Aquaventure, Saboteur, et Wizard, sont des prototypes non-commercialisés à l'époque de l'exploitation de l'Atari 2600. Adventure II est une suite réalisée par des membres de la communauté AtariAge (site web et forum de discussion), basée sur le jeu Adventure. Quadrun est un jeu datant de 1983 seulement distribué aux membres de l'Atari Club, achetant ce jeu par correspondance. Les jeux sont proposés dans quatre catégories. Les deux jeux cachés sont Super Breakout et Warlords. Les deux jeux déblocables ne sont jouables que grâce au paddle commercialisés avec l'Atari 2600 originale.
La console est commercialisée uniquement aux États-Unis au prix de 29,99 dollars et s'écoule à plus de 860 000 unités. La différence de stratégie permet d'obtenir un certain succès critique, mais aussi commercial,. L'Atari Flashback 2 figure parmi les meilleures ventes de console de jeux vidéo en 2006. En 2005, Vendel déclare avoir développé un processeur on a chip développé à 85 % permettant de faire fonctionner plusieurs systèmes, mais qui ne sera finalisé qu'en fonction du succès de la Flashback 2 et de la volonté d'Atari.
Selon Wired, si Haunted House et Wizard sont connus pour être des jeux ratés, de nombreux classiques sont présents, tels que Centipede, Asteroids, Yars' Revenge et Pitfall!, et d'autres comme Missile Command, proposent des interactions avec le joueur « encore viables » (en 2005). Pour Hardcore Gamer Magazine, les jeux vont ravir la plupart des joueurs, même si certains ne sont pas à la hauteur de productions modernes, ils conservent une certaine profondeur de gameplay, notamment River Raid. Hardcore Gamer Magazine s'étonne de la qualité des visuels. Wired précise que les sons émis par la console sont rudimentaires et estime qu'Atari a réalisé un bon travail en ramenant à la vie ces jeux anciens et ce matériel oublié. Pour PC Mag, le bouton permettant de permuter l'affichage en couleur vers un affichage en monochrome noir et blanc est inutile. PC Mag considère la console comme une distraction intéressante, malgré quelques bugs de fonctionnement et « des visuels parfois pire que ce que l'on imagine » pour cette console. Pour CNET, le gameplay et les visuels bugués sont trop rudimentaires face à la qualité des productions modernes. Mais, la console cependant une expérience retrogaming authentique à un prix abordable. L'aspect bon marché est aussi un point que relève PC Mag.
| Adventure Territory   | Adventure, Adventure II, Haunted House, Return To Haunted House, Secret Quest, Wizard |
| Arcade Favorites      | Arcade Asteroids, Arcade Pong, Asteroids Deluxe, Battlezone, Centipede, Lunar Lander, Millipede, Missile Command, Space Duel |
| Space Station         | Caverns of Mars, Quadrun (en), Saboteur, Space War (en), Yars' Revenge, Yars' Return |
| Skill and Action Zone | 3D Tic Tac Toe (nl), Aquaventure, Atari Climber, Combat, Combat 2, Dodge ’Em, Fatal Run, Frog Pond, Hangman, Human Cannonball, Maze Craze (en), Off The Wall (en), Outlaw (en), Pitfall!, Radar Lock, River Raid, Save Mary, Video Checkers, Video Chess (en) |
| Jeux cachés           | Super Breakout, Warlords |

## Atari FlashbackPortable

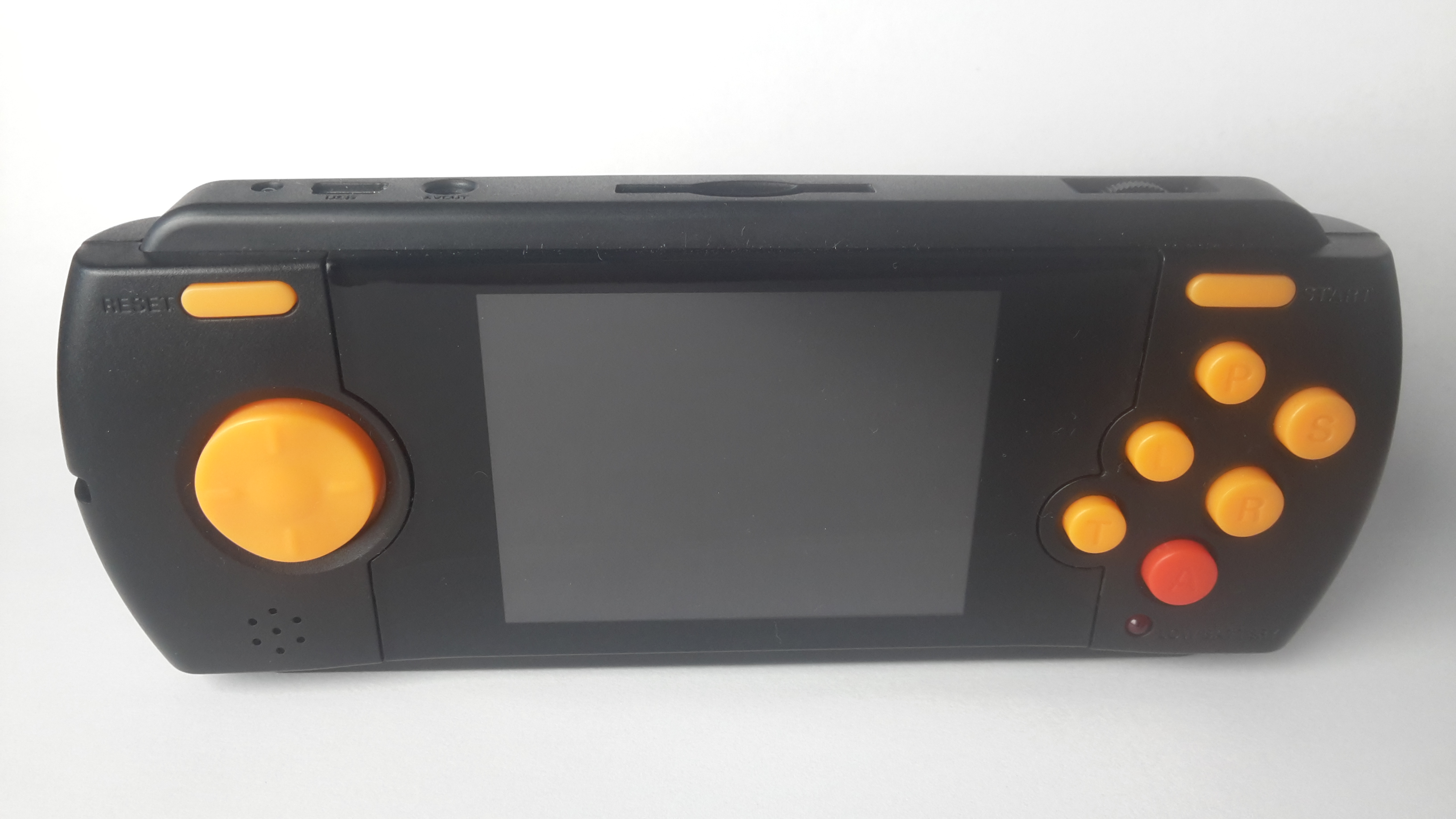
Atari Flashback Portable Game Player

L'Atari Flashback Portable est une version portable de la console Flashback, conçue par Curt Vendel et fabriquée par l'entreprise Legacy Engineering Group, et commercialisée par AtGames. Trois versions sont commercialisées, l'Atari Flashback Ultimate Classic Portable Player, l'Atari Flashback Portable Game Player et l'Atari Flashback Portable Deluxe,.
Le prototype initial est présenté début 2007, intégrant avec un écran TFT de 2,5 pouces (320 × 240 pixels), une ROM dans laquelle sont chargés des jeux iniquement issus de la ludothèque Atari 2600 grâce à un câble USB, un slot pour trois piles électriques AAA assurant environ quinze heures de jeu. Ce prototype est équipé de deux port manette et un port permettant d'afficher la vidéo sur un écran de télévision,. Cependant, la console est commercialisée à partir de la fin de 2016 dans une tout autre configuration,.
L'Atari Flashback Ultimate Classic Portable Player est commercialisée mi-novembre 2016 avec une ludothèque de soixante jeux issus de celle de l'Atari 2600. La portable est équipée d'un écran de 3,2 pouces, un slot pour carte SD permettant d'ajouter des jeux et autorise l'affichage de la vidéo sur une télévision (câble non-fourni). La console est équipée d'une batterie rechargeable. Lors de sa sortie, la console est vendue au prix de 49,99 dollars,.
L'Atari Flashback Portable Game Player est commercialisée le 1er septembre 2017. La ludothèque est augmentée et passe à soixante-dix jeux. Elle intègre un écran de 2,8 pouces, des batteries rechargeables, un slot pour carte SD permettant d'ajouter des jeux et autorise l'affichage de la vidéo sur une télévision (câble non-fourni),. Lors de sa sortie, la console est vendue au prix de 59,99 dollars. Les précommandes sont lancées fin-juillet 2017.
L'Atari Flashback Portable Deluxe est commercialisée en 2017 au prix de 79,99 dollars. En plus du câble USB fourni dans les autres versions, celle-ci rajoute un adaptateur secteur et un câble AVvidéo pour la connexion sur une télévision.
| Atari Flashback Ultimate Classic Portable Player                                                                                             | Adventure, Adventure II, Air Raiders, Aquaventure, Asteroids, Astroblast, Atari Climber, Black Jack (en), Bowling (en), Breakout, Centipede, Circus Atari, Crystal Castles, Dark Cavern, Demons to Diamonds (en), Desert Falcon, Dodge 'Em, Double Dunk (en), Fatal Run, Frog Pond, Frogger, Frogs and Flies, Fun with Numbers (en), Golf (en), Gravitar, Hangman, Haunted House, Human Cannonball, Millipede, Miniature Golf, Miss It!, Missile Command, Night Driver, Pong (Video Olympics), Radar Lock, Realsports Basketball, Return to Haunted House, Saboteur, Save Mary, Secret Quest, Shield Shifter, Slot Machine, Solaris (en), Space Attack, Star Strike, Starship, Stellar Track, Strip Off, Submarine Commander, Super Breakout, Swordquest: Earthworld, Swordquest: Fireworld, Swordquest: Waterworld, Tempest, Video Checkers, Video Chess (en), Video Pinball, Wizard, Yars' Return, Yars' Revenge |
| Atari Flashback Portable Game Player Atari Flashback Portable Deluxe (voir note)N1                                                           | Pac-Man, Pitfall!, Kaboom!, River Raid, Chase It!, Dig Dug, Galaxian, Pressure Cooker (en), Stampede (en), Xevious Realsports Baseball remplace Realsports Basketball |
| NoteN1 : Cette section présente uniquement les ajouts et retraits par rapport à la version Atari Flashback Ultimate Classic Portable Player. | |

## Atari Flashback2+
Atari Flashback 2+ est une version améliorée de la console Flashback 2, éditée par AtGames sous licence Atari, à partir de fin février 2010 au prix de 29,99 dollars. La console est identique à la dernière version de la Flashback 2 mise sur le marché. La ludothèque est cependant très légèrement remaniée, passant à quarante jeux, plus trois jeux chachés. Cinq jeux sont retirés (Atari Climber, Caverns of Mars, Pitfall!, River Raid, Wizard) et laissent place à une nouvelle section intitulée Sports Arena comprenant cinq nouveaux jeux (Double Dunk, RealSports Boxing, RealSports Soccer, Super Baseball, Super Football). Un jeu caché, Circus Atari, est rajouté dans la section correspondante,.
General Mills propose sur la même période de gagner une Atari Flashback 2+ parmi les 200 consoles proposées, dans un concours gratuit.
| Jeux retirés                                                                                                  | Atari Climber, Caverns of Mars, Pitfall!, River Raid, Wizard                                |
| Sports Arena                                                                                                  | Double Dunk (en), RealSports Boxing (en), RealSports Soccer, Super Baseball, Super Football |
| Jeu caché ajouté                                                                                              | Circus Atari                                                                                |
| NoteN2 : Cette section présente uniquement les ajouts et retraits par rapport à la version Atari Flashback 2. |                                                                                             |

## Atari Flashback3

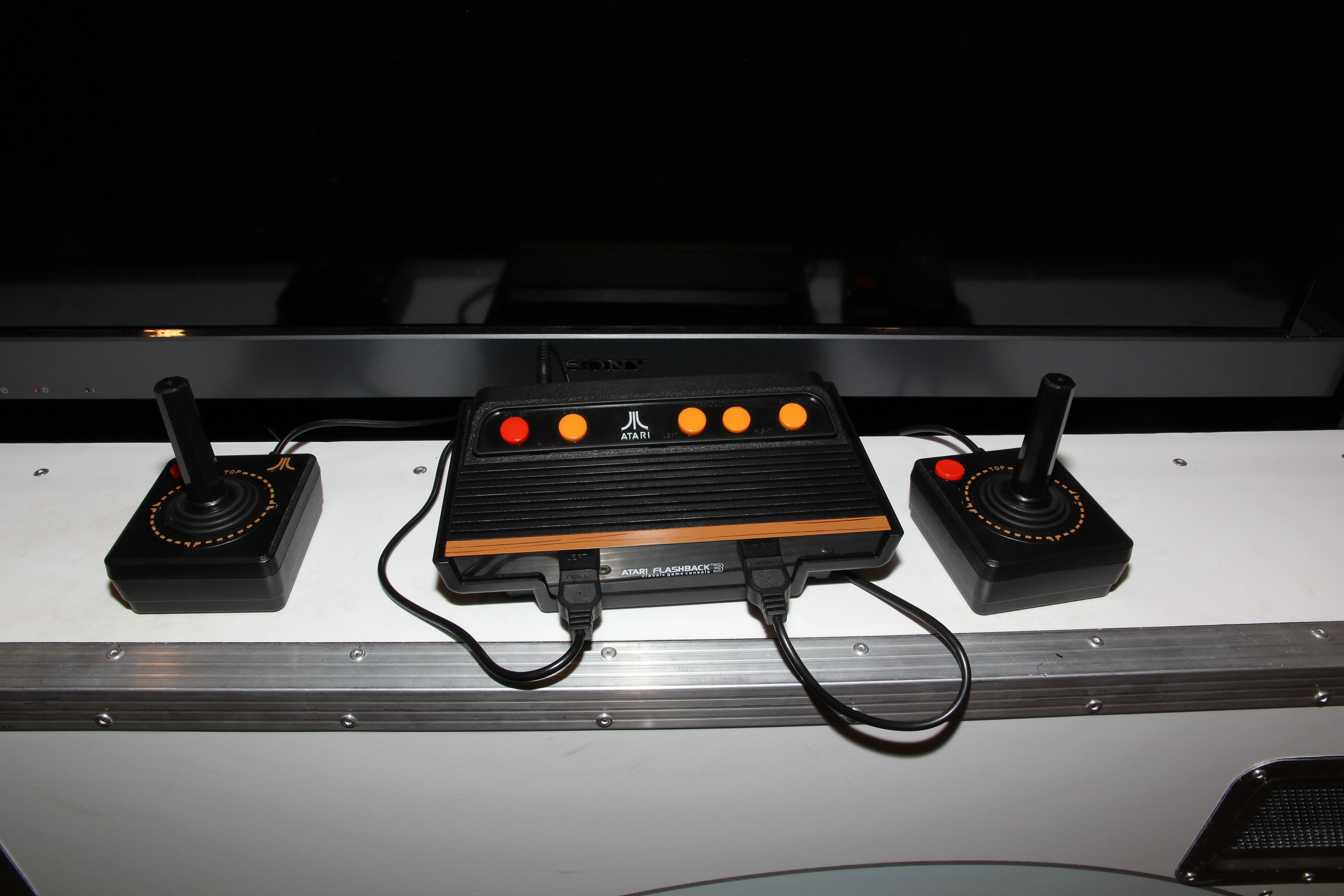
Atari Flashback 3

L'Atari Flashback 3 est une console commercialisée en septembre 2011 par AtGames au prix de 49,99 dollars. Elle est visuellement similaire à la Atari Flashback 2/2+, malgré des lignes légèrement différentes. Elle est livrée avec deux joysticks, un poster Atari en édition limitée et intègre soixante jeux Atari 2600 préinstallés. Les jeux sont classés dans un menu alphabétique. Les ports joystick sont frontaux et le bouton permettant de mettre l'image en noir et blanc a été supprimé. La console n'utilise plus le système 2600 on a chip des versions 2/2+, mais un processeur ARM permet à un émulateur de faire fonctionner les jeux. La console ne peut plus être hackée, mais les joysticks et paddle de la console d'origine sont compatibles,.
Pour PCMag, la console recrée efficacement l'expérience de jeu qu'un joueur peut obtenir sur la console Atari 2600. Cependant, le magazine relève des portages de jeux d'arcade systématiquement de moins bonne qualité que les originaux, pêchant dans leurs visuels comme dans la qualité des contrôles,,.
| Atari Flashback 3 | 3D Tic Tac Toe, Adventure, Adventure II, Aquaventure, Arcade Asteroids, Arcade Pong, Asteroids Deluxe, Battlezone, Centipede, Combat, Combat 2, Dodge'm, Double Dunk, Fatal Run, Frog Pond, Hangman, Haunted House, Human Cannonball, Lunar Lander, Maze Craze, Millipede, Missile Command, Off the Wall, Outlaw, Quadrun, Radar Lock, Realsports Boxing, Realsports Soccer, Return to Haunted House, Saboteur, Save Mary, Secret Quest, Space Duel, Space War, Super Baseball, Super Football, Video Checkers, Video Chess, Yars' Return, Yars' Revenge |

## Atari Flashback4
L'Atari Flashback 4 est une console de jeux vidéo commercialisée par AtGames en novembre 2012 au prix de 59,99 dollars. Cette version augmentée de la console Atari Flashback 3 intègre soixante-quinze jeux de la ludothèque Atari 2600 et de jeux d'arcade Atari, ainsi que des joystick sans fil,.
L'Atari Flashback 4 Deluxe est une version augmentée de paddles imitant ceux de la console Atari 2600, commercialisée à la même période au prix de 79,99 dollars. Ces périphériques peuvent également être achetés séparément au prix de 19,99 dollars.
En décembre 2012, AtGames commercialise une édition spéciale de la console, l'Atari Flashback 4: 40th Anniversary Deluxe Edition. Elle comporte deux répliques des joysticks Atari 2600 d'origine, cinq posters et la copie du brevet de ce joystick signé par Nolan Bushnell.
AtGames commercialise une édition exclusive à la chaine de magasins Walmart incluant soixante-quatre jeux et des joysticks filaires, appelée Atari Flashback 64
Certaines éditions de la console possèdent un jeu supplémentaire, Millipede.
| Jeux ajoutés, (sauf Atari Flashback 64)                                                                       | Breakout, Crystal Castles, Football, Front Line, Jungle Hunt, Polaris, Pong, Return to Haunted House, Slot Machine, Slot Racers, Space Invaders, Stellar Track, Street Racer, Tempest, Warlords |
| Jeu retiré | Black Jack remplace Secret Quest |
| Jeux retirés (Atari Flashback 64)                                                                             | Black Jack, Breakout, Crystal Castles, Football, Millipede (which version?), Pong (Video Olympics), Return to Haunted House, Slot Machine, Slot Racers, Stellar Track, Street Racer, Tempest    |
| NoteN3 : Cette section présente uniquement les ajouts et retraits par rapport à la version Atari Flashback 3. | |

## Atari Flashback 5
L'Atari Flashback 5 est une console de jeux vidéo commercialisée par AtGames en octobre 2014. Elle reprend la configuration de l'Atari Flashback 4 standard et rajoute dix-sept jeux, portant la ludothèque à 92 jeux. La console est vendue en deux versions, avec joysticks filaires ou sans fil,. La version vendue par Walmart intègre des joysticks filaires
L'Atari Flashback 5 Deluxe, ou Atari Flashback Special Deluxe, sont complétées par deux paddles,.
| Jeux retirés                                                                                                  | Blackjack, Breakout, Crystal Castles, Football, Millipede, Pong (Video Olympics), Return to Haunted House, Slot Machine, Slot Racers, Stellar Track, Street Racer, Tempest |
| Jeu retiré | Millipede remplace Battlezone |
| NoteN4 : Cette section présente uniquement les ajouts et retraits par rapport à la version Atari Flashback 4. | |

## Atari Flashback6
L'Atari Flashback 6 est une console de jeux vidéo commercialisée par AtGames en septembre 2015. Elle reprend la configuration de l'Atari Flashback 5 et rajoute huit jeux, portant la ludothèque à 100 jeux,.
| Jeux retirés                                                                                                  | Atari Climber, Indy 500, MotoRodeo, Radar Lock, Secret Quest, Solaris, Swordquest: Waterworld, Yars' Return |
| NoteN5 : Cette section présente uniquement les ajouts et retraits par rapport à la version Atari Flashback 5. | |

## Atari Flashback7
L'Atari Flashback 7 est une console de jeux vidéo commercialisée par AtGames en octobre 2016. Elle reprend la configuration de l'Atari Flashback 6 et rajoute un jeu, Frogger (version arcade), portant la ludothèque à 101 jeux,.
L'Atari Flashback 7 Deluxe est complétée par deux paddles.
| Jeu ajouté | Frogger |
| NoteN6 : Cette section présente uniquement les ajouts et retraits par rapport à la version Atari Flashback 6. |         |

## Atari Flashback8
L'Atari Flashback 8 est une console de jeux vidéo commercialisée par AtGames en septembre 2017. Elle reprend la configuration de l'Atari Flashback 7 est éditée en trois versions. L'Atari Flashback 8 compte 105 jeux. L'Atari Flashback 8 Gold propose 120 jeux et une connexion HDMI. La version Atari Flashback 8 Gold Activision Edition reprend la configuration de cette dernière et intègre une ludothèque intégrant des créations d'Activision,.